# Štefan Mlynár
Štefan Mlynár (* 3. února 1944) byl slovenský a československý politik a bezpartijní poslanec Sněmovny lidu Federálního shromáždění za normalizace.

## Biografie
K roku 1976 se profesně uvádí jako vedoucí oddělení v podniku Považské strojárne. Ve volbách roku 1976 zasedl do Sněmovny lidu (volební obvod č. 174 - Ilava, Středoslovenský kraj). Ve Federálním shromáždění setrval do konce funkčního období, tedy do voleb roku 1981.